# Lista över Indiens delstater efter folkmängd
Detta är en lista över Indiens delstater och unionsterritorier efter folkmängd enligt 2011 års folkräkning. Sedan dess har Andhra Pradesh delats i Andhra Pradesh och Telangana, Jammu och Kashmir delats i Jammu och Kashmir samt Ladakh, och Dadra och Nagar Haveli slagits ihop med Daman och Diu till Dadra och Nagar Haveli och Daman och Diu.
| Uttar Pradesh               | 199 812 341 |
| Maharashtra                 | 112 374 333 |
| Bihar                       | 104 099 452 |
| Västbengalen                | 91 276 115  |
| Andhra Pradesh              | 84 580 777  |
| Madhya Pradesh              | 72 626 809  |
| Tamil Nadu                  | 72 147 030  |
| Rajasthan                   | 68 548 437  |
| Karnataka                   | 61 095 297  |
| Gujarat                     | 60 439 692  |
| Odisha                      | 41 974 218  |
| Kerala                      | 33 406 061  |
| Jharkhand                   | 32 988 134  |
| Assam                       | 31 205 576  |
| Punjab                      | 27 743 338  |
| Chhattisgarh                | 25 545 198  |
| Haryana                     | 25 351 462  |
| Delhi                       | 16 787 941  |
| Jammu och Kashmir           | 12 541 302  |
| Uttarakhand                 | 10 086 292  |
| Himachal Pradesh            | 6 864 602   |
| Tripura                     | 3 673 917   |
| Meghalaya                   | 2 966 889   |
| Manipur                     | 2 855 794   |
| Nagaland                    | 1 978 502   |
| Goa                         | 1 458 545   |
| Arunachal Pradesh           | 1 383 727   |
| Puducherry                  | 1 247 953   |
| Mizoram                     | 1 097 206   |
| Chandigarh                  | 1 055 450   |
| Sikkim                      | 610 577     |
| Andamanerna och Nikobarerna | 380 581     |
| Dadra och Nagar Haveli      | 343 709     |
| Daman och Diu               | 243 247     |
| Lakshadweep                 | 64 473      |